# Ralf Herbst
Ralf Herbst (* 1. Januar 1986 in Kirchheim unter Teck) ist ein deutscher Eishockeyspieler, der seit 2013 bei den Blue Devils Weiden in der Eishockey-Oberliga unter Vertrag steht.

## Karriere
Ralf Herbst begann seine Karriere als Eishockeyspieler in der Nachwuchsabteilung des SC Bietigheim-Bissingen, für dessen Profimannschaft er von 2003 bis 2007 in der 2. Bundesliga aktiv war. Anschließend spielte er ein Jahr lang für die Blue Devils Weiden in der drittklassigen Oberliga. Daraufhin wechselte der Verteidiger zum Rostocker EC, mit dem er je ein Jahr lang in der Oberliga und der Regionalliga, der vierten deutschen Spielklasse, auflief. Die Saison 2010/11 begann er mit dem Rostocker EC erneut in der Oberliga, ehe er im Januar 2011 zu seinem Heimatverein SC Bietigheim-Bissingen in die 2. Bundesliga zurückkehrte. Im Jahr 2013 erfolgte der erneute Wechsel zu den Blue Devils nach Weiden. 

## Erfolge und Auszeichnungen
- 2012 DEB-Pokalsieger mit dem SC Bietigheim-Bissingen
- 2013 DEB-Pokalsieger mit dem SC Bietigheim-Bissingen

## 2. Bundesliga-Statistik
(Stand: Ende der Saison 2010/11)